# وردية مائية
وردية مائية (الاسم العلمي: Roseateles aquatilis) هي نوع من البكتيريا، سلبية الغرام، تتبع جنس الورداويات.